# Шон Макмаллен
Шон Крістофер Макмаллен (англ. Sean Christopher McMullen), також відомий як Роджер Вілкокс (англ. Roger Wilcox; нар. 21 грудня 1948, Сейл, Вікторія) — австралійський письменник, автор наукової фантастики та фентезі, музикант.

## Біографія
Шон Крістофер Макмаллен народився 21 грудня 1948 року в Сейлі, штат Вікторія, Австралія.
Макмаллен є одним з провідних австралійських письменників-фантастів і написав понад 70 оповідань та 17 книг. У 2011 році його новела «Вісім миль» посіла друге місце в номінації премії Г'юґо. Двічі ставав лауреатом премії читачів часопису «Analog», за «Дев'яносто тисяч коней» у 2013 році та «Крилата вежа» у 2002 році.
Його перший роман був спочатку опублікований в Австралії двома окремими книгами: «Голоси у світлі» (1994) та «Сходження Дзеркального Сонця» (1995). Його першим романом, опублікованим за кордоном, був «Імперія Центуріона» (1998), в якому розповідалося про машину часу, побудовану за часів Римської імперії. Після успіху цієї книги його перші два романи були переписані та об'єднані для публікації в США під назвою «Душі у Великій машині» (1999), яка, своєю чергою, стала першим томом трилогії «Велика зима», унікальної суміші зазвичай антижанрів стимпанк і кіберпанк. За цим виникла серія «Сага про Місячні світи», в якій МакМаллен змішав науку і романтику у фентезійній обстановці. Його останньою серією є серія «Війна століття» для дорослих читачів, дія якої відбувається в Мельбурні в 1901 році.
Серед нехудожніх творів Макмаллена — «Дивні сузір'я. Історія австралійської наукової фантастики», історію австралійської наукової фантастики, написану спільно з Ван Айкіном і Расселом Блекфордом. Він також є співавтором перших історій австралійського фентезі та жахів у співавторстві зі Стівеном Полсеном.
Макмаллен має ступінь з фізики та історії Мельбурнського університету (1974), аспірантуру з бібліотекознавства та інформатики, а також ступінь доктора філософії з середньовічної літератури.
Він був професійним музикантом у 1970-х роках, зосереджуючись на співі та грі на гітарі.
Нещодавно Макмаллен завершив кар'єру в галузі наукових обчислень і зосередився на літературній творчості.
Він є володарем чорного поясу з карате четвертого дану, викладає в клубі карате при Мельбурнському університеті.
Має дочку Катерину Сміт-Макмаллен.

### Романи
- «Голоси у світлі» (англ. «Voices in the Light»; 1994)
- «Сходження Дзеркального Сонця» (англ. «Mirrorsun Rising»; 1995)
- «Імперія Центуріона» (англ. «The Centurion's Empire»; 1998)
- «Стародавній герой» (англ. «The Ancient Hero»; 2004)
- «Перед штормом» (англ. «Before the Storm»; 2007)

#### Серія«Велика зима»
- «Душі у Великій машині» (англ. «Souls in the Great Machine»; 1999, переписана версія «Голоси у світлі» та «Сходження Дзеркального Сонця»)
- «Міоценова стріла» (англ. «The Miocene Arrow»; 2000)
- «Очима калькулятора» (англ. «Eyes of the Calculor»; 2001)

#### Серія«Сага про Місячні світи»
- «Подорож Тіньового Місяця» (англ. «Voyage of the Shadowmoon»; 2002)
- «Скляні дракони» (англ. «Glass Dragons»; 2004)
- «Войдфарер» (англ. «Voidfarer»; 2006)
- «Двигун часу» (англ. «The Time Engine»; 2008)

### Короткі оповідання

#### Збірки
- «Поклик до межі» (англ. «Call to the Edge»; 1992)
- «Прогулянка до Місяця» (англ. «Walking to the Moon»; 2007)
- «Привиди двигунів минулого» (англ. «Ghosts of Engines Past»; 2013)
- «Кольори душі» (англ. «Colours of the Soul»; 2013)

#### Оповідання
- «У центрі уваги» (англ. «At the Focus»; 1986)
- «Десятиліття» (англ. «The Deciad»; 1986)
- «Кольори майстрів» (англ. «The Colors of the Masters»; 1988)
- «Поки ворота відчинені» (англ. «While the Gate Is Open»; 1990)
- «Сам у своїй колісниці» (англ. «Alone in His Chariot»; 1991)
- «Панівний стиль» (англ. «The Dominant Style»; 1991)
- «Очі зеленого стрільця» (англ. «The Eyes of the Green Lancer»; 1992)
- «Руйнівник ілюзій» (англ. «Destroyer of Illusions»; 1992)
- «Порфірова чума» (англ. «The Porphyric Plague»; 1992)
- «Пакс Романа» (англ. «Pax Romana»; 1992)
- «Дияволи Ланґенгаґена» (англ. «The Devils of Langenhagen»; 1992)
- «Порожня рубка» (англ. «An Empty Wheelhouse»; 1992)
- «Душі у Великій машині» (англ. «Souls in the Great Machine»; 1992)
- «Хроніки Ґласкена» (англ. «The Glasken Chronicles»; 1992)
- «Крокуючи в ногу з кошмаром» (англ. «Pacing the Nightmare»; 1992)
- «Велике бачення» (англ. «A Greater Vision»; 1992)
- «Шлях до Греції» (англ. «The Way to Greece»; 1993)
- «Якір Харона» (англ. «Charon's Anchor»; 1993)
- «Міоценова стріла» (англ. «The Miocene Arrow»; 1994)
- «Геном Блондефайра» (англ. «The Blondefire Genome»; 1994)
- «Перстень зеленого вогню» (англ. «A Ring of Green Fire»; 1994)
- «Щасливий Йонґлар» (англ. «Lucky Jonglar»; 1996)
- «Найслабша ланка» (англ. «The Weakest Link»; 1998)
- «Повільний голод» (англ. «Slow Famine»; 1998)
- «Королева споріднених душ» (англ. «Queen of Soulmates»; 1998)
- «Літописець» (англ. «Chronicler»; 1998)
- «Народовладдя» (англ. «Rule of the People»; 1998)
- «Душі у Великій машині» (англ. «Souls in the Great Machine»; 1999)
- «Нові слова про силу» (англ. «New Words of Power»; 1999)
- «Кольори душі» (англ. «Colours of the Soul»; 2000)
- «Немислиме» (англ. «Unthinkable»; 2000)
- «Маска Терміна» (англ. «Mask of Terminus»; 2000)
- «Сталевий голос» (англ. «Voice of Steel»; 2001)
- «Крилата вежа» (англ. «Tower of Wings»; 2001)
- «СВЯҐАТОР» (англ. «SVYAGATOR»; 2002)
- «Прогулянка до повного місяця» (англ. «Walk to the Full Moon»; 2002)
- «Каскад» (англ. «The Cascade»; 2004)
- «Імперія волевиявлення» (англ. «The Empire of the Willing»; 2005)
- «Двигуни Аркадії» (англ. «The Engines of Arcadia»; 2006)
- «Сутінковий рік» (англ. «The Twilight Year»; 2008)
- «Постійне минуле» (англ. «The Constant Past»; 2008)
- «Спіральна шипшина» (англ. «The Spiral Briar»; 2009)
- «Мистецтво Дракона» (англ. «The Art of the Dragon»; 2009)
- «Мати чемпіонів» (англ. «Mother of Champions»; 2009)
- «Вісім миль» (англ. «Eight Miles»; 2010)
- «Енігма» (англ. «Enigma»; 2010)
- «Космічна книга» (англ. «Spacebook»; 2011)
- «Дев'яносто тисяч коней» (англ. «Ninety Thousand Horses»; 2012)
- «Електрика» (англ. «Electrica»; 2012)
- «Стимготика» (англ. «Steamgothic»; 2012)
- «Жорсткі кейси» (англ. «Hard Cases»; 2012)
- «Перший човен» (англ. «The First Boat»; 2012)
- «Втеча невидимки» (англ. «Running Invisible»; 2012)
- «Кульверель» (англ. «Culverelle»; 2012)
- «Загублені обличчя» (англ. «Lost Faces»; 2013)
- «Брандмауер і двері» (англ. «The Firewall and the Door»; 2013)
- «Лицарські вчинки» (англ. «Acts of Chivaltry»; 2013)
- «Технаріон» (англ. «Technarion»; 2013)

### Нехудожня література

#### Книги
- «Енциклопедія австралійської наукової фантастики та фентезі» (англ. «The MUP Encyclopaedia of Australian Science Fiction & Fantasy»; 1998)
- «Дивні сузір'я. Історія австралійської наукової фантастики» (англ. «Strange Constellations: A History of Australian Science Fiction»; 1999)

#### Есеї та статті
- «За межами наших берегів» (англ. «Beyond Our Shores»; 1990)
- «Висока цегляна стіна» (англ. «The High Brick Wall»; 1990)
- «Не надруковано, але коштує мільйони» (англ. «Not in Print but Worth Millions»; 1991)
- «Книжковий огляд» (англ. «Book Review»; 1991)
- «Комерціалізація та становлення професіонала» (англ. «Going Commercial and Becoming Professional»; 1991)
- «Австралійській науковій фантастиці виповнюється 50 років» (англ. «Australian SF Art Turns 50»; 1992)
- «Далеко не порожнеча: Історія австралійських фантастичних журналів» (англ. «Far from Void: The History of Australian SF Magazines»; 1992)
- «За межею кордону» (англ. «Skirting the Frontier»; 1992)
- «Австралійські фантастичні антології 1968-1990 років» (англ. «Australian SF Anthologies 1968–1990»; 1992)
- «Від наукового фентезі до Галілея» (англ. «From Science Fantasy to Galileo»; 1992)
- «Стан карантину» (англ. «The State of Quarantine»; 1993)
- «Страждання за чуже мистецтво» (англ. «Suffering for Someone Else's Art»; 1993)
- «Захист, визволення і холодний, небезпечний всесвіт: Великий австралійський науково-фантастичний ренесанс» (англ. «Protection, Liberation and the Cold, Dangerous Universe: The Great Australian SF Renaissance»; 1993)
- «Жодної наукової фантастики, будь ласка, ми ж австралійці» (англ. «No Science Fiction Please, We're Australian»; 1993)
- «У пошуках австралійського фентезі» (англ. «The Quest for Australian Fantasy»; 1994)
- «Великий перехід» (англ. «The Great Transition»; 1994)
- «Полювання на австралійську фантастику жахів» (англ. «The Hunt for Australian Horror Fiction»; 1994)
- «Історія австралійського жаху» (англ. «A History of Australian Horror»; 1995)
- «Наукова фантастика в Австралії» (англ. «SF in Australia»; 1995)
- «Визнання австралійського стилю» (англ. «Recognition Australian Style»; 1995)
- «Австралійське сучасне фентезі» (англ. «Australian Contemporary Fantasy»; 1997)
- «Джордж Тернер і Нова Моб» (англ. «George Turner and the Nova Mob»; 1997)
- «Шлях до 1996 року» (англ. «The Road to 1996»; 1998)
- «Британський бенчмарк» (англ. «The British Benchmark»; 1999)
- «Подорожі в часі, часові шкали та часові ландшафти» (англ. «Time Travel, Times Scapes, and Timescape»; 2000)
- «Святкування 25-річчя компанії Interzone» (англ. «Celebrating 25 Years of Interzone»; 2007)

## Нагороди

### Премія Г'юґо
- 2011: Найкращий роман — «Вісім миль»

### Премія Дітмара
- 1991: Найкраща австралійська коротка проза — «Поки ворота відчинені»
- 1992: Найкраще оповідання — «Один у своїй колісниці»; Премія Вільяма Етелінга Молодшого за критику — «Комерціалізація та становлення професіонала»
- 1993: Премія Вільяма Етелінга-молодшого за критику — «Австралійській науковій фантастиці виповнюється 50 років»
- 1996: Найкраща австралійська велика проза — «Сходження Дзеркального Сонця»; Премія Вільяма Етелінга Молодшого за критику — «Полювання на австралійську фантастику жахів»
- 1998: Премія Вільяма Етелінга-молодшого за критику — «Фантазія в Австралії»
- 2000: Премія Вільяма Етелінга Молодшого за критику — «Дивні сузір'я»

### Премія «Aurealis»
- 1998: Найкращий роман — «Імперія Центуріона»
- 2001: Найкращий роман — «Міоценова стріла»
- 2003: Найкраще коротке оповідання — «Крокуючи до Місяця»

### Премія читачів «Analog»
- 2002: Найкращий роман — «Крилата вежа»
- 2013: Найкращий роман — «Дев'яносто тисяч коней»

### Премія читачів журналу «Nowa Fantastyka»
- 2003: Найкраще іноземне оповідання — «Сталевий голос»